# 濱名區
濱名区（日语：／ Hamana-ku）是日本靜岡縣滨松市的行政区，因2024年1月1日行政区再編而與中央区一同設立。

## 歷史
2024年1月1日，濱北區全域及北区除三方原外的區域合併為濱名区。

## 行政
濱名区役所與旧濱北区役所為同一場所。旧北区役所成為濱名区北行政中心（北行政センター），繼續提供行政服務。2023年12月29日，旧濱北区役所外牆的「北」字改為「名」。新区役所的業務自2024年1月4日開始。